# تورنتون
تورنتون (به انگلیسی: Thoroton) یک روستا و محله مدنی در بریتانیا است که در راشکلف واقع شده‌است. تورنتون ۱۱۲ نفر جمعیت دارد.